# Wettlauf nach Bombay
Wettlauf nach Bombay ist ein vierteiliger deutsch-französischer Fernsehfilm aus dem Jahr 1981, der zu den Abenteuervierteilern gehört. Es handelt sich um die Verfilmung des Romans La Nouvelle malle des Indes von Jacques Robert. Regie führte Christian-Jaque.

## Handlung
Im Oktober 1829 brechen der englische Marineleutnant Thomas Waghorn (Christian Kohlund) und der französische Naturforscher Martial de Sassenage (Jean-Pierre Bouvier) aus London auf, um innerhalb von drei Monaten Bombay (das heutige Mumbai) zu erreichen. Waghorn möchte den Beweis erbringen, dass die zu der Zeit übliche Route um das Kap der Guten Hoffnung, auf der man sechs Monate von London nach Bombay benötigt, nicht den schnellsten Weg nach Indien darstellt. Die Reise verläuft wie folgt:

### Teil 1: (ZDF: 29. November 1981)
Von London über den Ärmelkanal nach Nordfrankreich, von dort über Paris bis zur Grenze der Schweiz
Thomas Waghorn blitzt bei der East India Company ab mit der Idee, über das Mittelmeer und Suez eine Postverbindung nach Indien aufzubauen, die deutlich schneller ist als deren Schiffe um das Kap, die sechs Monate dafür benötigen. Dennoch gründet er in London, zusammen mit seinem französischen Freund Martial de Sassenage, den er bei einer Schlägerei in einem Wirtshaus kennengelernt hat, die Global Trade Company und will das Unternehmen auf eigene Faust durchführen. Er verspricht, Bombay auf dem Weg durch Frankreich und über Suez in weniger als drei Monaten zu erreichen, und erhält von der East India Company sogar eine schriftliche Bestätigung seiner Abreise am 28. Oktober 1829, die er dem Gouverneur in Bombay vorlegen will.
Ein reicher Londoner Reeder (Keramos), der Einbußen bei seinen Geschäften auf der Kap-Route fürchtet, hetzt den skrupellosen Schurken Taylor hinter ihm her, der mit seinen Kumpanen Bartholdo und Josephe verhindern soll, dass Waghorn in Bombay ankommt. Dazu soll er ihn allerdings zunächst nur effektiv aufhalten, nicht aber töten. (Später nimmt Taylor dieses Detail seines Auftrags nicht mehr ganz so genau.)
Martial de Sassenage ist Naturforscher und will im Auftrag von Baron Georges de Cuvier für den Jardin des Plantes in Indien lebende Bengalische Tiger nach Paris holen. Er reist voraus und verabredet sich mit Waghorn in Amiens. Thomas Waghorn kommt erstmal nur bis Boulogne-sur-Mer, wo gerade ein Aufstand gegen König Karl den Zehnten niedergeschlagen wurde und kein Reisender die Stadt verlassen darf. Er rettet einem flüchtenden Sträfling das Leben, der ihm als Dank, nachdem Waghorn es über Beziehungen nach Amiens geschafft hat, die Verfolger Bartholdo und Josephe in einer Scheune einschließt.
Während sich Tom und Martial in einer Gaststätte über ihre weiteren Pläne nach Suez unterhalten, werden zwei Beamte der Sûreté auf sie aufmerksam (Chefinspektor Fontanier und sein Gehilfe Vacherin) und heften sich an ihre Fersen. Sie halten sie für verdächtige Spione, die mit den Saint-Simonisten zusammenarbeiten und gegen den König intrigieren. In Paris erhalten sie vom Chef der Sûreté den Auftrag, die beiden bis an die Grenze Frankreichs zu verfolgen und notfalls auch ins Ausland. Die beiden Beamten haben jedoch keine Vorstellung davon, wie groß das Ausland ist.
Ein Theaterschauspieler aus Paris wird von Taylor bestochen, und Tom und Martial folgen diesem nach Paris. Dabei versäumen sie ihr Treffen mit den Saint-Simonisten, da Taylor sie in die Katakomben führen und dort anketten lässt. Wie durch ein Wunder kommt bald mit lauter Musik eine Gruppe von Medizinstudenten vorbei, die in den Katakomben Material für anatomische Studien suchen und Tom und Martial aus ihrer misslichen Lage befreien. Die beiden haben nichts besseres zu tun, als der wichtigen Tätigkeit nachzugehen, dem Schauspieler noch eine Ohrfeige zu geben – womit sich bald darauf wieder Taylor und seine Gehilfen an ihre Fersen heften.
Tom und Martial nehmen die Kutsche nach Chalon-sur-Saône und von dort das Boot Richtung Lyon, entdecken jedoch am Ufer Taylor und seine beiden Gehilfen, die zur nächsten Anlegestelle vorausreiten. Um dem Empfang zu entgehen, flüchten Tom und Martial im gestohlenen Beiboot ans Ufer und setzen sich bald darauf in Richtung Schweiz ab. Fontanier und Vacherin, die ebenfalls auf dem Boot sind, müssen Karteikarten von Herbergen aus den umgebenden Départements durchwälzen, sind dabei ausnahmsweise einmal erfolgreich und finden ihre Spur nahe der Schweizer Grenze wieder.
Taylor muss erkennen, dass er die Spur der beiden verloren hat, und die drei trennen sich auf. Taylor reist nach Marseille, um sich dort nach Alexandria einzuschiffen. Bartholdo und Josephe sollen über die Schweiz nach Triest reisen und von dort nach Alexandria. Es gibt nur diese zwei Schiffsverbindungen nach Alexandria.
Teil 1 endet damit, dass Tom und Martial in einer Herberge an der Schweizer Grenze einkehren, wo gerade eine Fahndung der Zollinspektion läuft, da in letzter Zeit viel zu viele Schweizer Uhren nach Frankreich geschmuggelt wurden. Ebenfalls geschmuggelt wird Seide, unter dem Fell von Schafen und dann unter Stroh aufbewahrt, auf dem sich Fontanier und Vacherin mangels Herberge zur Nachtruhe begeben. Vacherin entdeckt die Seide, wird jedoch im Namen des Königs aufgefordert, umgehend Ruhe zu geben und einzuschlafen, was er dann auch tut.

### Teil 2 (ZDF: 1. Dezember 1981)
Durch die Schweizer Alpen und den Norden Italiens bis nach Venedig und Triest, von dort Abreise per Schiff nach Alexandria
Zwei Schweizerinnen schieben Tom und Martial eine Kiste mit Schweizer Uhren unter, die prompt von der Zollinspektion entdeckt wird. Zusammen mit den unverdächtigen Schmugglerinnen dürfen sie daraufhin eine gut bewachte Nacht in der Herberge verbringen. Ein Komplize der Schmugglerinnen verhilft ihnen allerdings glücklicherweise zur Flucht aus der Falle und an den Genfersee. Fontanier und Vacherin erwachen ebenfalls in den Fängen der Zollinspektion, und es dauert geraume Zeit, bis sie den Kollegen begreiflich machen können, dass sie von der Sûreté sind und es nicht sie waren, die die Seide geschmuggelt hatten. Auf dem Schaufelraddampfer La Suisse auf dem Genfersee fertigt ein Schüler ein Porträt von Thomas Waghorn an, der mit Sassenage bald den Weg über die Alpen nimmt, um nach Italien zu kommen, dicht gefolgt von Fontanier und Vacherin. Bartholdo und Josephe entdecken unter den Portraitzeichnungen der Schüler zufällig Waghorns Bild und bekommen mit rabiaten Methoden schnell heraus, dass die beiden Abenteurer auf dem Weg nach Mailand und Triest sind.
In der verschneiten Passregion ist es so kalt, dass die Leichen der Verstorbenen bis zum Frühjahr in einer Kapelle aufbewahrt werden. Unerschrocken richten sich Tom und Martial neben zwei Leichen für die Nacht ein, erschrecken dann allerdings doch noch, und zwar am Anblick von Fontanier und Vacherin, als diese sich mit ihren Maultieren ebenfalls der Kapelle nähern. Die Agenten wiederum erschrecken beim Eintritt in die Kapelle zunächst am Anblick der vier in der Kapelle aufbewahrten Leichen, geraten jedoch alsbald in Verzückung ob ihrer bevorstehenden Beförderung, da sie nur noch die Särge aus dem Dorf organisieren und die toten Spione nach Paris bringen müssen.
An einem steilen und verschneiten Hang stürzt Martial vom Pferd und muss für einige Tage mit einem schwer verstauchten Fuß im St.-Bernhard-Hospiz verbringen. Er drängt Tom dazu, zunächst alleine nach Mailand weiterzureisen. Waghorn trifft im Kloster auf den englischen Lord Ovingston, der die geheime Widerstandsgruppe der Carbonari in Italien gegen die österreichische Fremdherrschaft unterstützt und mit ihnen bei Ivrea verabredet ist, allerdings von einem Agenten beschattet wird und daher in Lebensgefahr schwebt. Er schickt Waghorn mit der Times unter dem Arm zu den Carbonari, die ihn erstmal in Ketten legen und ihn auch dann, als nach Tagen endlich jemand kommt, der englisch spricht, nicht wirklich freilassen. Frei ist man in Norditalien als Ausländer in jenen unruhigen Zeiten nicht allzu häufig, wie auch Martial de Sassenage feststellen darf, dem es vor seiner Verhaftung gerade noch gelingt, einer Pariser Opernsängerin eine Nachricht für den französischen Konsul mitzugeben. In die Wege geleitet worden war die Verhaftung von den beiden Agenten der Sûreté, die an die Auferstehung der Toten nicht geglaubt hatten und sich nun mit dem österreichischen Polizeidirektor Schulz bestens verstehen.
Da Martial Comte de Sassenage ein Neffe des Generalstaatsanwalts in Paris ist, erzwingt der französische Konsul in Mailand die unverzügliche Freilassung des Naturforschers und praktischerweise gleich den österreichischen Schutz auf der Reise nach Venedig dazu. Thomas Waghorn landet mit dem englischsprachigen Carbonari auch in Mailand, der durch einen Schuss verwundet wird, was die beiden dazu zwingt, auf dem Anwesen des Grafen Conte Lupo Unterschlupf zu suchen. Auch dessen Haus wird von der österreichischen Polizei überwacht, die mitbekommt, dass die Gräfin Comtessa Vanini kurz darauf mit den zwei Männern in einer Kutsche nach Venedig fährt. Sie wird jedoch durch alle Sperren gelassen, da bekannt ist, dass sie mit Schulz liiert ist. Fontanier und Vacherin folgen bald darauf.
Tom ist im Palast in Venedig gefangen, die Comtessa hat die Verriegelung aller Türen angeordnet und kümmert sich in ihrem Bett persönlich um ihren Gast, bis Waghorn sich nachts aus einem Fenster abseilt, durch Venedigs Gassen irrt und fast direkt wahlweise in die Hände oder Gondeln der österreichischen Polizei, der französischen Sûreté oder der inzwischen alarmierten Bewacher der Comtessa fällt. Letztere bekommen zunächst den Zuschlag, dicht gefolgt von der Gondel der Polizei. Glücklicherweise steht Martial de Sassenage auf einer Brücke und hat zufällig ein Seil dabei, sodass Thomas Waghorn auf die Brücke gezogen werden und nach Triest entkommen kann. Die Comtessa kann ihre unangenehme Situation, in die sie sich durch das Abenteuer mit dem Engländer gebracht hat, nur dadurch retten, dass die den Heiratsantrag von Schulz annimmt.
In Triest müssen sowohl Tom und Martial als auch Fontanier und Vacherin feststellen, dass sie das Schiff nach Alexandria um wenige Stunden verpasst haben. Die beiden Abenteurer entscheiden sich für einen schnellen Ritt entlang der Küste, um das Schiff doch noch zu erreichen, während sich die französischen Geheimagenten auf ein anderes Schiff leiten lassen, die Santa Maria, dessen Sicherheit bei näherer Inspektion wohl nicht mehr ganz den zu jener Zeit gültigen Sicherheitsrichtlinien entsprochen hätte. Bereits in Alexandria angekommen sind Bartholdo und Josephe, wo sie sich mit Taylor getroffen haben, der bei den örtlichen Behörden bereits erfolgreich das Gerücht verbreitet hat, auf dem Schiff aus Triest sei die Pest ausgebrochen.

### Teil 3 (ZDF: 5. Dezember 1981)
Ankunft in Alexandria, von dort nach Kairo und Suez, über das Rote Meer nach Arabien
Mit einem Segelschiff erreichen Tom und Martial die Hafenstadt Alexandria. Hier gibt es sofort Ärger, da das Schiff unter Quarantäne gestellt wird und der Kapitän nach Tom und Martials Flucht an die Küste am nächsten Morgen die Flucht melden muss – mit dem Ergebnis, dass die Polizei alle Ausländer peinlich genau kontrolliert. Die beiden Freunde können in Alexandria bei einem ägyptischen Freund mit französischen Wurzeln untertauchen, der ihnen seinen Sohn Karim als Führer nach Kairo mitgibt. Weniger Glück haben zunächst Fontanier und Vacherin, die mit der Santa Maria Schiffbruch erlitten hatten, mit den Wellen an die Küste der Sahara gespült worden waren, und die, als sie glücklicherweise von einem Einheimischen gefunden und auf Eseln nach Alexandria kommen, sofort von der Polizei verhaftet und mit Pestverdacht ins Kastell eingesperrt werden.
Karim bringt Tom und Martial sicher nach Kairo zu seinem Onkel, von wo aus es ihnen zunächst gelingt, ein Treffen beim ägyptischen Vizekönig Muhammad Ali Pascha zu organisieren und den Herrscher von der Idee einer neuen Postverkehrsroute zu überzeugen, die von Alexandria über Kairo an das Rote Meer führen sollte. Es ist die einzige Unterstützung von offizieller Seite, die Waghorn für sein Projekt jemals erhalten sollte. Von privater Seite erhalten Waghorn und Sassenage dahingehend Unterstützung, dass sie zu einem kompetenten Händler für Sklavinnen geführt werden, da im Viertel kein Mann ohne Frau wohnen darf. Sie kaufen also zwei Sklavinnen, die sie wenige Nächte später angesichts ihrer bevorstehenden Abreise an Karim weiterverschenken.
Deutlich weniger Unterstützung erhalten die beiden von Taylor und seinen beiden Handlangern, die den König der Diebe in Kairo damit beauftragen, die beiden kurz vor ihrer Abreise festnehmen, einsperren und nach persönlicher Inspektion durch Taylor vorzugsweise tot und auf sichere Art verschwinden zu lassen. Festgenommen und eingesperrt werden die beiden daraufhin sofort. Der König der Diebe verabredet sich mit Taylor bei der Chephren-Pyramide bei Gizeh, um dort die in Säcke verpackten Gefangenen lebend in einen Brunnen zu werfen. Fast am Ende seiner Wünsche muss Taylor allerdings mit ansehen, dass aus den mitgebrachten Säcken Ägypter entschlüpfen, die mit den Eseln sofort das Weite suchen. Karims Onkel hatte nach der Entführung den örtlichen Polizeichef alarmiert, dem Kontakte zum König der Diebe nachgesagt werden.
Fontanier und Vacherin haben es derweil bis ins französische Konsulat von Kairo geschafft und treffen dort auf ein weiteres höchst verdächtiges Individuum, über das sie vorläufig ihr Interesse an Waghorn und Sassenage aus den Augen verlieren. Es handelt sich um den französischen Ägyptologen Jean-François Champollion, der acht Jahre zuvor die Hieroglyphenschrift entziffert hatte (was die beiden Geheimagenten jedoch nicht ahnen) und der gerade dabei ist, weitere Hieroglyphen zu entziffern. Der Konsul ist von den Agenten der Sûreté angetan. Männer von ihrem Schlag seien es, die der französischen Krone zu ihrem Ruhm verhelfen. Er informiert die beiden Geheimagenten darüber, der verdächtige Franzose sei auf dem Weg nach Abu Simbel, und dass er nicht wisse, mit wem er sich dort treffe. In Wirklichkeit wusste der Konsul jedoch genau, was Champollion vorhatte. (Tatsächlich kam Champollion gerade von einer dreimonatigen französisch-toskanischen Expedition nach Wadi Halfa bei Abu Simbel zurück und bereitete nun, Ende Dezember 1829, den Transport unzählig vieler Inschriften nach Paris und Florenz vor. In puncto Verdächtigkeit ließ Champollion wenig zu wünschen übrig, er hatte sich 1816–1821 immer wieder politisch engagiert und musste mehrmals ins Exil.)
Während Fontanier und Vacherin in Abu Simbel sich mit örtlichen Unternehmern einer Firma auseinandersetzen dürfen, die sich exportorientiert damit beschäftigt, Mumien herzustellen, und Geheimdienstagenten als ausgezeichnetes Ausgangsmaterial betrachtet, setzen sich Tom und Martial mit einer von Karim geleiteten Kamelkarawane durch die Wüste in Richtung Suez in Bewegung. Auf derselben Route sind Taylor und seine Handlanger vorausgeeilt, die mit örtlichen Banditen einen tödlichen Hinterhalt aufbauen. Karims Karawane wird zwar gewarnt, läuft aber trotzdem in die Falle, und erst im letzten Moment – Taylor will gerade auf Waghorn schießen – kommt die von den Händlern alarmierte ägyptische Armee zur Rettung. Taylor schießt dennoch, Martial wirft Tom jedoch zur Seite und rettet ihm das Leben. Ebenfalls gerettet werden Fontanier und Vacherin, von zwei englischen Damen mit Spezialgebiet Kriminalistik, die beobachtet hatten, dass die beiden Franzosen in die Falle der Mumienfirma gelaufen waren, und ihre Waffen geholt hatten. Es handelt sich um Kolleginnen, denn die Damen sind im Auftrag des britischen Geheimdienstes unterwegs. Mit ihnen erreichen die Franzosen bald das Rote Meer und träumen nur noch von Paris.
Taylor wendet sich an den Chef einer ägyptischen Armeeeinheit, dem er sich als Journalist ausgibt, und erreicht, dass dieser ihn zusammen mit Bartholdo und Josephe auf dem Weg in den Jemen mitnimmt, wo ein Aufstand niedergeworfen werden soll.
In Suez müssen Tom und Martial enttäuscht feststellen, dass das angekündigte Dampfschiff aus Bombay nicht eingetroffen ist. Ursache sind Probleme in der Kohleversorgung. Also geht es mit Segelschiffen langsam das unsichere Rote Meer entlang nach Süden. Sie reisen zusammen mit zwei Kurzwarenhändlern, die sie unterwegs kennengelernt haben und die unter anderem eine Tasche mit Giftschlangen dabei haben. Das Schiff hält immer wieder an, um Süßwasser zu laden, und fällt bei einem dieser Zwischenstopps Piraten in die Hände. Die Piraten gehören zu den aufständischen Rebellen, die die ägyptische Armee bekämpfen soll. Allerdings haben sie nichts dagegen, das Schiff anzuhalten, als plötzlich zwei hilferufende Schiffbrüchige auf dem Wasser treiben, und diese an Bord zu nehmen. Es handelt sich zufällig um Chefinspektor Fontanier und seinen Gehilfen Vacherin, die wieder einmal Schiffbruch erlitten hatten.
Tom reicht es mit der langsamen Fahrt. Mit den Giftschlangen gelingt es ihm für einen kurzen Moment, Verwirrung zu stiften. Er nimmt die brennende Fackel, droht damit, die Pulverfässer in die Luft zu sprengen, und erreicht die Entwaffnung der Piraten. Einer jedoch schießt, trifft zwar nicht, aber Tom fällt die Fackel aus der Hand und auf die Pulverfässer. Alle springen ins Wasser und finden sich bald darauf in der Wüste wieder, wo sie gefesselt hinter Pferden und Kamelen der Aufständischen zu deren Feldlager marschieren dürfen und dort unsanft in ein Zelt geworfen werden.

### Teil 4 (ZDF: 8. Dezember 1981)
Per Schiff über das arabische Meer nach Bombay
Der Kommandant der Rebellen kommt am nächsten Morgen, nachdem die Geheimagenten Fontanier und Vacherin zunächst einmal von den englischen Kolleginnen aus dem Zelt der Gefangenen befreit wurden. Tom und Martial werden ins Zelt des Rebellenführers geführt – in dem Tom zu seinem großen Erstaunen einen englischen Kameraden (James) aus seiner Zeit aus Indien erkennt. England unterstützt die Rebellen gegen die ägyptische Armee nicht nur moralisch, sondern führt diese auch kompetent an. Waghorn erhält bei der Gelegenheit auch seine am Strand angespülte und von den Rebellen gefundene Tasche wieder – mit allen Dokumenten, einschließlich des immer noch bestens lesbaren Bestätigungsschreibens der East India Company vom 28. Oktober 1829 aus London. Zusammen mit den Rebellen geht es nun wieder ans Rote Meer und auf die Weiterreise nach Bombay, während Taylor und seine beiden Kumpanen noch einige Zeit fluchend bei der ägyptischen Armee vergeuden. Bald werden auch sie zusehen, dass sie endlich nach Bombay kommen.
Nicht gezeigt, jedoch mehrmals thematisiert, werden die inzwischen angelegten Kohlehalden in Mokha an der jemenitischen Küste, die die Versorgung für die Dampfschifffahrt nun sicherstellen können. Den Wettlauf nach Bombay gewinnen Tom und Martial einige Tage vor Taylor und seinen beiden Handlangern, jedoch aufgrund von Problemen mit den Segeln später als in Arabien noch erhofft. Im Hafen von Bombay sehen sie das schon seit geraumer Zeit auf seine Fahrt ins Rote Meer wartende Dampfschiff.
Vacherin und Fontanier – von nun an in dieser Hierarchie, denn Vacherin lehnt sich gegen seinen Vorgesetzten auf und übernimmt das Kommando – machen sich auf den Weg ins französische Konsulat. In einer Gasse stehen zwei Kühe im Weg, der Fahrer hält an und wartet – Vacherin platzt der Kragen und er versucht, die Tiere zu verscheuchen.
Bei dieser in Indien und mit Komparsen unter Sprachschwierigkeiten gedrehten Szene ging ein Straßenhändler tatsächlich auf Patrick Préjean los, in der Annahme, der Franzose wolle die Kühe schlagen – die chaotische Szene wurde zunächst weitergedreht und später auch in den Film integriert. Es gelang dem Filmteam erst spät, dem Inder verständlich zu machen, dass hier ein Film für das Kino gedreht wurde und die Kuh nicht wirklich geschlagen werden sollte.
Die nächste Szene der beiden Agenten spielt im Gefängnis von Bombay.
Thomas Waghorn trifft den Gouverneur, der sich auf einer Jagd befindet und selten vor Ort ist, im Palast nicht an. Mit Martial versucht er auf eigene Faust, den Gouverneur im Umland zu finden, um seine Unterschrift mit Datum zu bekommen und ihm mitzuteilen, dass die Kohle für das Dampfschiff in Mokha bereit liegt und dieses nun loslegen kann.
Taylor spielt seine früheren Kontakte zu einer fanatischen Killerorganisation aus, und umgehend sind sie Tom und Martial wieder auf den Fersen. Die beiden verirren sich in der Wildnis, fallen der mörderischen Sekte in die Hände, landen in einer alten Hindu-Tempelstadt in Ketten hinter Gittern und warten auf ihre unblutige Hinrichtung (die Fanatiker können kein Blut sehen und dürfen nur ohne Blutvergießen töten). Tom und Martial reiben sich die Hände blutig und öffnen, nachdem ihre Ketten aufgeschlossen werden, ihre Fäuste – die weißgekleideten Killer flüchten umgehend. Martial wird jedoch schnell wieder gefangen genommen und soll verbrannt werden, Tom gelingt die Flucht und kann in einem nahegelegenen Dorf untertauchen, wo bald auch Mitglieder der königlichen Jagdgesellschaft auftauchen. Diese finden nach Toms Hinweis den Unterschlupf der Verbrecherbande in der Tempelstadt, wo Martial vom Anführer festgehalten wird.
Am Ende lernt Tom den Gouverneur schließlich doch noch kennen, erklärt ihm alles, und bekommt Unterschrift und Datum. Martial wird gerettet, der Anführer der Sekte überlebt die Szene nicht, Taylor und seine beiden Handlanger werden mit der gebührenden Freundlichkeit in das Gefängnis von Bombay verabschiedet, und Martial de Sassenage bekommt einen lebenden bengalischen Tiger für das Museum in Paris. Die letzte Szene spielt auf dem Schaufelraddampfer, der Richtung Rotes Meer ausläuft, und es gelingt Vacherin nicht, mit dem tobsüchtigen Fontanier im Ruderboot den Dampfer noch einzuholen. Eine ruhige Rückreise nach Paris und England ist damit gesichert.

## Zusätzliche Information
Der Film beruht, was Waghorn betrifft, auf einer wahren Geschichte. Thomas Fletcher Waghorn (1800–1850) hatte 1829 (oder 1832) in einer abenteuerlichen Tour Bombay tatsächlich in 4 Monaten und 21 Tagen erreicht – aufgrund widriger Umstände zwar in mehr als 3 Monaten, aber immer noch in absoluter Rekordzeit. Der Unternehmer richtete einen regelmäßigen Postverkehr ein, der ab 1835 die 90 Tage zuverlässig einhielt, und den er bis etwa 1840 alleine führte. Vor allem in der ägyptischen Wüste baute er eine komplizierte Logistik auf. 1842 übernahm Vizekönig Muhammad Ali Pascha die Gesellschaft. Letztlich scheiterte Waghorn jedoch an der Konkurrenz der Peninsular and Oriental Steam Navigation Company (P&O), die 1840 von der Royal Mail den Auftrag zur Einrichtung einer Postdampferverbindung nach Indien bekommen hatte und in Marseille und Brindisi die mit der Malle des Indes ab Calais durch Frankreich und Italien beförderte Post übernahm.
Die Produktion verlangte – nach der Information im Bonusmaterial auf der DVD – den Schauspielern ungewöhnliche Strapazen ab. Christian Kohlund soll später gesagt haben, er habe noch nie einen so derart anstrengenden Film gedreht. Gedreht wurde an vielen verschiedenen Drehorten, von der Schweiz bei −20 °C bis nach Tunesien und Indien bei Temperaturen von 50 °C. Das Team musste innerhalb weniger Tage Temperaturunterschiede von 70 Grad bewältigen. In der Wüste mussten nach einem Sandsturm die mattgeschmirgelten Scheiben der Fahrzeuge des Drehteams herausgeschlagen werden. Besonders in Indien traten Probleme mit Sprachschwierigkeiten auf. Christian Kohlund ließ sich nicht doubeln und verletzte sich bei einem Sturz aus einer Kutsche am Kinn so schwer, dass die dadurch entstandene Narbe von der Maske nicht ausgeglichen werden konnte.
Für die Anstrengungen war der Erfolg am Ende offenbar relativ bescheiden, verglichen mit anderen Abenteuervierteilern dieser Reihe. Die Einschaltquoten in Deutschland lagen 1981 dennoch zwischen 34 und 40 %.